# Czynnik Landégo
Czynnik Landégo (czynnik g, czynnik żyromagnetyczny) – stała proporcjonalności pojawiająca się w związku pomiędzy momentem magnetycznym cząstki elementarnej a jej momentem pędu. Czynnik wyprowadzony przez Alfreda Landego w 1921 r.
{\displaystyle \mu =g{\frac {q}{m}}L.}

## Dla elektronu
Istnienia czynnika {\displaystyle g} nie da się wytłumaczyć na gruncie teorii klasycznej traktując elektron jak jednorodnie naładowaną obracającą się kulę. Wartość czynnika {\displaystyle g=2} dla elektronu wynika z równania Diraca. Wartość ta nie jest jednak poprawna z powodu oddziaływania elektronu z próżnią (elektron jest cały czas otoczony chmurą cząstek wirtualnych, z którymi oddziałuje). Wartość czynnika Landégo jest najlepiej wyznaczaną wielkością fizyczną (z dokładnością do jedenastu miejsc po przecinku) i służy do testowania elektrodynamiki kwantowej.
Wartość {\displaystyle g} dla elektronu (podawana jako {\displaystyle g/2}):
{\displaystyle {\frac {g_{e}}{2}}=1{,}001159652187\pm 0{,}000000000004.}

### Teoria klasyczna
Teoria Diraca implikuje wartość czynnika {\displaystyle g} dla elektronu, lecz nie jest konieczna, aby ją wyjaśnić.
Odchylenie czynnika {\displaystyle g} dla elektronu od wartości odpowiadającej przybliżeniu sztywnej naładowanej kuli może być łatwo wyjaśnione w modelu gausonu elektronu, przy założeniu, że rozkład ładunku wewnątrz elektronu jest inny niż rozkład jego masy. Założenie, że elektron jest bryła sztywną, możne być nadal aktualne.
Zakładając na przykład najprostszy i najbardziej fizyczny rozkład Gaussa dla ładunku oraz oddzielnie dla masy, tzn.:
{\displaystyle \rho _{e}(r)=eN_{e}e^{-r^{2}/r_{e}^{2}}}
i
{\displaystyle \rho _{m}(r)=m_{e}N_{m}e^{-r^{2}/r_{m}^{2}},}
gdzie:
{\displaystyle r_{m}} jest promieniem masowym elektronu,
{\displaystyle r_{e}} jest promieniem ładunkowym,
można otrzymać strojony czynnik {\displaystyle g} jako stosunek
{\displaystyle g=\left({\frac {r_{e}}{r_{m}}}\right)^{8}.}
Dla elektronu {\displaystyle g=2} promienie te różnią się nieznacznie z powodu wysokiej potęgi w tym wzorze, tzn.
{\displaystyle \left({\frac {r_{e}}{r_{m}}}\right)\approx 1{,}09051,}
ale różnica ta jest wystarczająca, aby uzyskać tak wielkie odchylenie od teorii klasycznej kuli.
Wartość uzyskana z równania Diraca różni się jednak od wartości zaobserwowanej doświadczalnie. Dokładne wyprowadzenie wartości czynnika g udało się dopiero po uwzględnieniu oddziaływania z cząstkami wirtualnymi, co jest jednym z dowodów ich realnego istnienia.

## Inne cząstki
Stosunkowo duże odstępstwo od 2 dla protonu oraz niezerowa wartość dla neutronu były silnymi przesłankami za istnieniem ich budowy wewnętrznej.

## Atom
Dla atomu czynnik Landégo wyrażony jest wzorem
{\displaystyle g=1+{\frac {J(J+1)+S(S+1)-L(L+1)}{2J(J+1)}},}
gdzie {\displaystyle J,} {\displaystyle S} i {\displaystyle L} są liczbami kwantowymi: całkowitego momentu pędu, spinu i orbitalnego momentu pędu.